# Nola neglecta
Nola neglecta är en fjärilsart som beskrevs av Inoue 1991. Nola neglecta ingår i släktet Nola och familjen trågspinnare. Inga underarter finns listade i Catalogue of Life.